# Wanda von Brannburg
Wanda von Brannburg, Untertitel: Deutschlands Meister-Detectivin, ist eine deutsche Kriminal-Romanheftserie. Sie erschien 1907/08 im Dresdner Meteor-Verlag in 22 Ausgaben im Großformat mit 32 Seiten. Der oder die Autoren sind unbekannt.

## Handlung
Die fiktive Baronesse Wanda von Brannburg ermittelt 13 Jahre lang in internationalen Kriminalfällen bis hin nach Japan. Ihre Tagebücher bilden die Grundlage der Serie.

## Ausgaben
- 1. Zur verbummfidelten Kunigunde
- 2. Die Todesfahrten der Berliner Droschkenkutscher
- 3. Eine Bestie in Menschengestalt
- 4. Der Verbrecherfürst von Hamburg
- 5. Drei Minuten in Todesgrauen
- 6. Das Ende einer Verbrecherfürstin
- 7. Der Kinderschlächter von Berlin
- 8. Die Verbrechen einer Nacht
- 9. In den Lasterhöhlen von Budapest
- 10. Goldelse oder das Geheimnis des Eckhauses in der Katzengasse
- 11. Die Hyänen der Großstadt
- 12. Das Drama am Vierwaldstätter See
- 13. Straßenbahnbogen Nr. 987
- 14. Tauma, die Dame ohne Unterleib
- 15. Die Gespenster auf der Kohlengrube „Gotteslohn“
- 16. Mausche Reb, der Würger von Frankfurt
- 17. Das Verbrechen in der Freimaurerloge „Auge des Weltalls“
- 18. Das Geheimnis der japanischen Riesenvase
- 19. Der Brautschmuck der schlesischen Herzogstochter
- 20. Ein Münchner Kindl
- 21. Der Mann ohne Kopf
- 22. Der Doppelgänger des Zuchthausgeistlichen

## Rezeption
2008 benutzte die Potsdamer Schriftstellerin Dagmar Scharsich (* 1956 Magdeburg) die Romanserie als Handlungsvorlage für ihren Roman „Der grüne Chinese“, der 2008 im Hamburger Argument-Verlag erschien.